# Батура Дмитро Ігорович
Дмитро Ігорович Батура (нар. 13 липня 1977, місто Дніпропетровськ, тепер Дніпро) — український діяч, заступник голови Дніпропетровської обласної державної адміністрації, тимчасовий виконувач обов'язків голови Дніпропетровської обласної державної адміністрації (з 27 червня по 13 вересня 2019 року).

## Життєпис
У вересні 1994 — червні 1998 року — студент Дніпропетровського державного інституту фізичної культури та спорту, спеціальність «Фізичне виховання та спорт», кваліфікація «Викладач фізичного виховання та спорту».
У вересні 1998 — квітні 2000 року — помічник президента з загальних питань українсько-британського закритого акціонерного товариства з іноземними інвестиціями заводу «Динамо-Сілейр», м. Дніпропетровськ.
У травні 2000 — грудні 2001 року — керуючий справами товариства з обмеженою відповідальністю "Виробничо-комерційне підприємство «ЮКОН ЛТД», м. Дніпропетровськ. У січні — лютому 2002 року — інструктор-ревізор товариства з обмеженою відповідальністю «Альфа-Дніпро», м. Дніпропетровськ. У квітні 2002 — червні 2003 року — керуючий справами товариства з обмеженою відповідальністю «ЮКОН-СЕРВІС ЛТД», м. Дніпропетровськ.
У липні 2004 — січні 2007 року — заступник директора з фінансових питань, генеральний директор товариства з обмеженою відповідальністю «Парк-Плюс», м. Дніпропетровськ.
У 2007 році закінчив Дніпропетровський національний університет, спеціальність «Фінанси», кваліфікація «Спеціаліст з фінансів».
У липні 2007 — травні 2011 року — директор товариства з обмеженою відповідальністю «КРК Опера», м. Дніпропетровськ.
У лютому — вересні 2012 року — віце-президент з фінансових питань Дніпропетровського обласного відділення Національного олімпійського комітету України.
У січні 2014 — травні 2016 року — віце-президент з фінансових питань Дніпропетровського обласного відділення Національного олімпійського комітету України.
У травні 2016 — лютому 2018 року — начальник відділу антикорупційної політики та прав людини виконавчого апарату Дніпропетровської обласної ради.
З лютого 2018 року — заступник голови Дніпропетровської обласної державної адміністрації.
У 2018 році закінчив Вищий навчальний приватний заклад «Дніпровський гуманітарний університет», спеціальність «Право», кваліфікація «Магістр».
З 27 червня по 13 вересня 2019 року — тимчасовий виконувач обов'язків голови Дніпропетровської обласної державної адміністрації.